# Sørum
Sørum é uma comuna da Noruega, com 206 km² de área e 12 768 habitantes (censo de 2004).         